# Lyckantropen Themes
Lyckantropen Themes er det originale soundtrack-album til den svenske kortfilm Lyckantropen, komponeret af det norske avantgarde-band Ulver.

## Spor
1. "Theme 1" – 1:21
2. "Theme 2" – 1:37
3. "Theme 3" – 7:12
4. "Theme 4" – 2:13
5. "Theme 5" – 4:48
6. "Theme 6" – 2:41
7. "Theme 7" – 2:38
8. "Theme 8" – 4:16
9. "Theme 9" – 5:49
10. "Theme 10" – 3:44

| Musik | Spire Denne musikartikel er en spire som bør udbygges. Du er velkommen til at hjælpe Wikipedia ved at udvide den. |